# Гельман, Христофор Иванович
Христофор Иванович Гельман (латыш. Kristaps Helmanis; 3 июня 1848 года, Курляндская губерния — 2 марта 1902 года, Санкт-Петербург) — латышский и российский микробиолог и эпизоотолог, магистр ветеринарных наук (1879).

## Биография
Окончил Дерптский ветеринарный институт (1872). Состоял на военной службе ветврачом кавалерийского полка.
В 1886 году открыл в Петербурге вторую в России (первая была в Одессе) станцию для прививок против бешенства. Один из первых в мире получил иммунную сыворотку против сибирской язвы. Независимо от Р. Коха получил туберкулин. В 1890 одновременно с О. Кальнингом и независимо от него получил маллеин (диагностический препарат при сапе) и поставил опыты по его применению. Испытание, проведённое в Петербурге 28 января 1891 года в присутствии специальной комиссии путем подкожного введения маллеина, подтвердило его диагностическую ценность.
Активно способствовал организации Института экспериментальной медицины в Петербурге; в 1890 избран его первым действительным членом, руководил отделом эпизоотологии (1892-96).